# Miss Pernambuco 1959
Miss Pernambuco 1959 foi a 5ª edição do tradicional concurso de beleza feminino do Estado. Cerca de sete aspirantes tentaram ser a sucessora de Sônia Maria Campos ao título pernambucano. O certame foi realizado novamente no Clube Português do Recife e teve como vitoriosa a candidata do Clube Intermunicipal de Caruaru, Dione Brito Oliveira. Dione repetiu o feito de Sônia, obtendo o segundo lugar e o título de Miss Brasil nº 2 no Miss Brasil 1959.

## Resultados

### Colocações
| Posição         | Clube e Candidata                        |
| Miss Pernambuco | - Clube Interm. de Caruaru - Dione Brito |
| 2º. Lugar       | - Clube Português - Mariluce Cavalcanti  |
| 3º. Lugar       | - Clube Náutico - Maria Edilene Torreão  |

## Jurados
| 1. Tabosa de Almeida, deputado; 2. Álvaro Ferraz, coronel; 3. Penha Emerenciano, senhora; 4. Célia Vasconcelos, senhorita; 5. Lourival Vilanova, professor; | 1. Alfredo Vieira de Melo, advogado; 2. Alfredo de Oliveira, teatrólogo; 3. Marcos Fonsêca, professor; 4. Fernando Bandeira de Mello, advogado. |

## Candidatas
- Aeroclube de Pernambuco - Josefina Barreto
- América Futebol Clube - Maria Lúcia Duarte
- Atlântico Clube Olindense - Ana Júlia Cordeiro
- Cabanga Iate Clube - Nelly Limeira
- Clube Intermunicipal de Caruaru - Dione Brito de Oliveira
- Clube Náutico Capibaribe - Maria Edilene Torreão
- Clube Português do Recife - Mariluce Cavalcanti de Albuquerque

## Fatos

### Desistentes
- Arcoverde - Irma D'Ângelo
- Assembleia L. de Pernambuco - Talita Ireni Vieira de Menezes
- Esporte Clube de Garanhuns - Ivone Nunes de Almeida
- Gravatá - Marly Munford

### Curiosidades
- Dione usava um vestido criado por Marcilio Campos.
- Dione Brito de Oliveira tinha 1.66 de altura, 92 cm de busto, 56 cm de cintura, 92 cm de quadris e 58 cm de coxa.
- Dione foi Vice-Miss Brasil 1959 e foi a segunda representante brasileira a disputar o Miss Mundo.
- No Miss Mundo 1959, realizado em Londres, capital da Inglaterra, a bela não se classificou.
- Dione é irmã de Gilvan Cavalcanti de Oliveira, ex-prefeito de Brejo da Madre de Deus.[1]

### Hoje em Dia
Dione Brito de Oliveira, filha do ex-prefeito de São Bento do Una, Dirceu Valença de Oliveira, representou um clube de Caruaru no concurso de Miss Pernambuco. Atualmente mora na Alemanha.